# Šesták

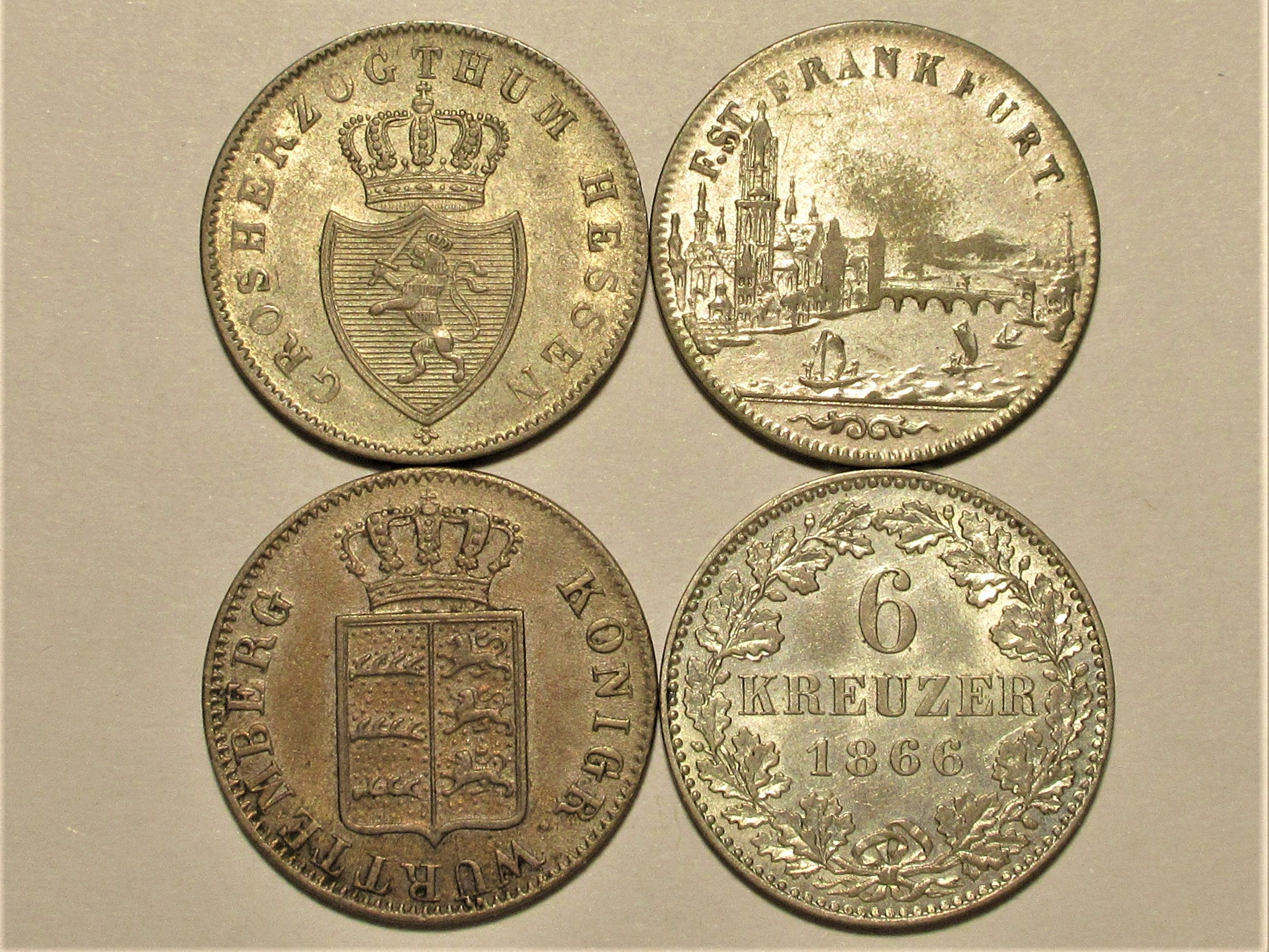
Německý šestikrejcar

Šesták nebo šesťák bylo původně lidové označení rakouskouherské mince v hodnotě šest krejcarů, tj. 1/10 zlatky (1 zlatý = 60 krejcarů). Po změně roku 1857, kdy se začala počítat 1 zlatka 100 krejcarů, se tento název přenesl i na minci v hodnotě deset krejcarů. Po peněžní měně roku 1892, kdy došlo k devalvaci 1 : 2, zavedení korun (1 zlatka = 2 koruny) a haléřů (1 krejcar = 2 haléře), získala tuto hodnotu mince 20 haléřů, proto se i dvacetník označoval tímto slovem.
Podobně se minci v hodnotě 10 korun (= 5 zlatek) dál říkalo „pětka“.